# Chassalia hiernii
Chassalia hiernii är en måreväxtart som först beskrevs av Carl Ernst Otto Kuntze, och fick sitt nu gällande namn av George Taylor. Chassalia hiernii ingår i släktet Chassalia och familjen måreväxter.
Artens utbredningsområde är Principe.

## Underarter
Arten delas in i följande underarter:
- C. h. glandulosa
- C. h. hiernii